# Лебова
Лебова (англ. Lebowa) — колишній бантустан в Південно-Африканській Республіці. Складався з трьох більших і восьми дрібних територій, розділених територією тодішньої південно-африканської провінції Трансвааль. Столицею Лебови до 1974 року було місто Сесхего, а з 1974 — місто Лебовакгомо. У бантустані жило близько 1,8 мільйона чоловік з народності педі, які говорили на північній сото. За межами Лебови жило ще 1,1 мільйона чоловік, що говорять на північній сото.
Назва Лебова походить з північної сото і означає північ.
2 жовтня 1972 року Лебові було дозволено самоврядування. Однак на відміну від інших бантустанів, за нею ніколи не визнавалася навіть формальна незалежність. 27 квітня 1994 року Лебова разом з дев'ятьма іншими бантустанами знову об'єдналася з ПАР. Сьогодні вона є частиною провінції Лімпопо.